# Serverless Framework
Serverless Framework（サーバーレスフレームワーク）は、Node.jsを使用して記述された無料のオープンソースWebフレームワークである。
 Amazon Web Servicesの一部としてAmazonが提供するサーバーレスコンピューティングプラットフォーム「AWS Lambda」で、アプリケーションを構築するために開発されたその最初のフレームワークである。 現在、サーバレスで開発されたアプリケーションは、Azure Functions でマイクロソフトAzure、Apache OpenWhiskを基盤とする IBM Cloud Functions でIBM Bluemix 、 Google Cloud Functions を使用するGoogle Cloud Platform(GCP) 、 OracleのFnを使用するOracle Cloud 、Kubernetesを基盤とする Kubeless、Spotinst 、および Auth0によるWebtask、など他のFunction as a serviceのプロバイダーに展開する事（デプロイ）も可能である。
サーバーレスアプリは、単にいくつかのタスクを実行するための2つのラムダ関数か、または数百のラムダ関数で構成されるバックエンド全体に過ぎない可能性がある。 サーバーレスは、選択したクラウドプロバイダー内で提供されるすべてのランタイムをサポートする。
 サイト「Serverless」はAusten Collins によって開発され、フルタイムのチームによって維持されている。
2015年10月にJAWSという名前で初めて導入された。
なお、2024年に提供が開始されたV4からは、年間売上が200万ドルを超える組織での利用が有償化されている。